# Pre-dreadnought

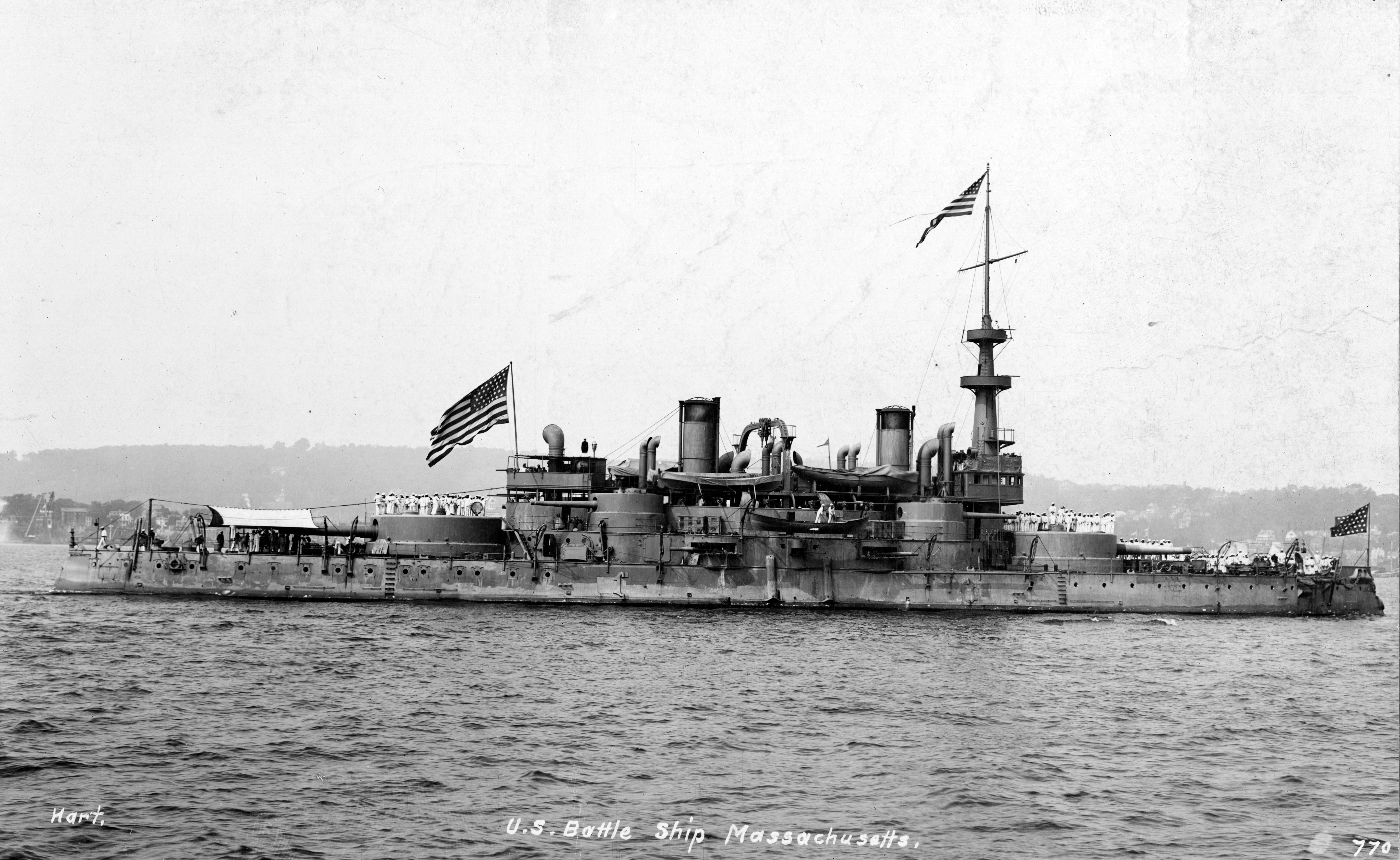
La USS Massachusetts, una nave da battaglia pre-dreadnought statunitense varata nel 1893

Con pre-dreadnought o corazzata policalibro/pluricalibro si indica una categoria di navi da battaglia progettate nel periodo compreso tra gli anni 1880 e il 1905; il nome deriva dal fatto che la realizzazione di queste unità fu immediatamente precedente al varo, nel 1906, della nave da battaglia HMS Dreadnought, che con il suo progetto rivoluzionario fece da capostipite per una nuova generazione di navi da battaglia (le "dreadnought", appunto) che rese di colpo obsolete e superate tutte le unità realizzate precedentemente.
Evoluzione delle "navi corazzate" progettate nella seconda metà del XIX secolo, con le pre-dreadnought si arrivò all'adozione generalizzata della sistemazione dell'armamento di artiglieria principale in postazioni rotanti lungo l'asse centrale della nave, prima in barbette e poi in torrette blindate completamente chiuse. La dotazione di artiglieria si caratterizzava per una batteria principale di pezzi di grosso calibro (generalmente quattro cannoni divisi in due torrette binate, una a prua e una a poppa), e una o due batterie di pezzi di calibro medio e leggero sistemate lungo il bordo dello scafo in torrette o casematte corazzate; questa compresenza di pezzi di calibro pesante e medio/leggero era all'origine dell'appellativo di "corazzata pluricalibro" usato per indicare queste unità. Le pre-dreadnought furono le prime unità realizzate prevalentemente o interamente in acciaio, e videro il definitivo abbandono della propulsione tramite vela in favore unicamente di motori a vapore a tripla espansione.

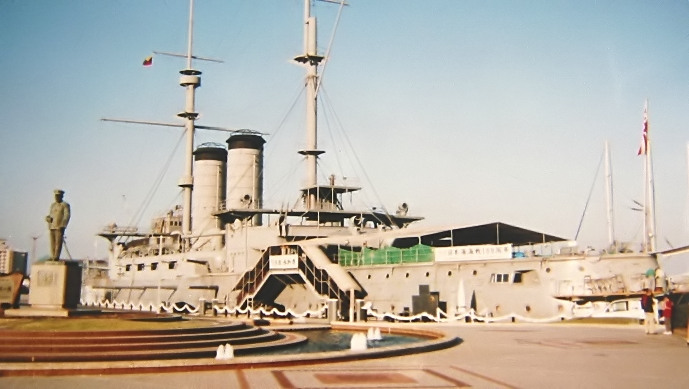
L'unica pre-dreadnought sopravvissuta (come nave museo), la Mikasa della Marina imperiale giapponese.

In contrasto con il caotico sviluppo delle navi corazzate nei decenni precedenti, a partire dagli anni 1890 il modello progettuale delle pre-dreadnought si standardizzò secondo linee chiaramente definite e adottate da tutte le principali marine militari mondiali; la similitudine dei progetti coincise con il notevole incremento delle navi costruite, sia ad opera delle tradizionali potenze navali mondiali (Regno Unito, Francia, Impero russo) che dai nuovi attori che si stavano affacciando alla competizione militare sui mari (Impero tedesco, Stati Uniti d'America, Impero giapponese, Regno d'Italia, Impero austro-ungarico). La guerra russo-giapponese del 1904-1905 rappresentò il maggior conflitto in cui furono protagoniste le pre-dreadnought.
Lo sviluppo delle nuove dreadnought nei primi anni del XX secolo rese di colpo completamente obsolete le precedenti pre-dreadnought, superate in dotazione di artiglieria (ora standardizzata su pezzi unicamente di grosso calibro) e velocità (in ragione dell'adozione delle turbine a vapore); le pre-dreadnought furono ancora intensamente impiegate nel corso della prima guerra mondiale, ma solo in ragione della loro natura di unità "spendibili" e facilmente sacrificabili. Con l'adozione dei limiti agli armamenti stabiliti dal trattato navale di Washington del 1922, la gran parte delle pre-dreadnought ancora esistenti fu avviata alla demolizione e solo pochi esemplari, relegati al ruolo di nave scuola o unità ausiliaria, rimasero in attività fino agli anni 1950. L'unica pre-dreadnought ancora esistente è la giapponese Mikasa, conservata come nave-museo.

## Le origini

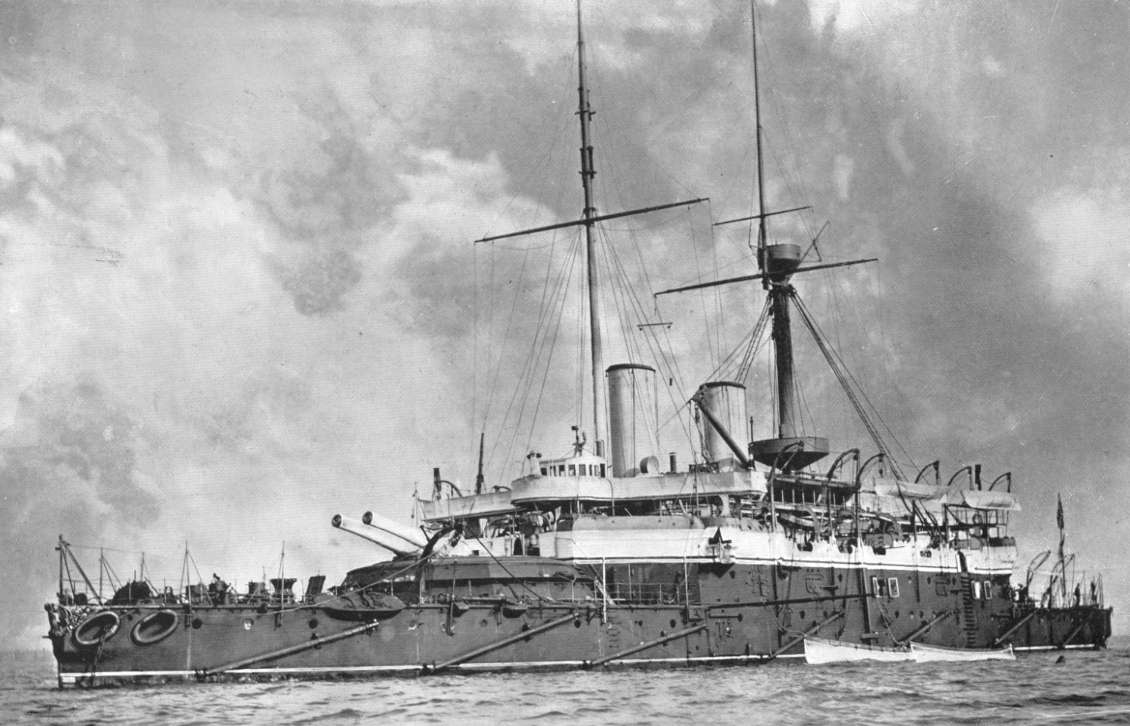
La HMS Anson della classe Admiral, progenitore della categoria delle pre-dreadnought

Le unità navali poi note come "pre-dreadnought" presero origine dalle navi corazzate o "ironclad" sviluppate nella seconda metà del XIX secolo. Le prime navi corazzate (la francese La Gloire e la britannica HMS Warrior), entrate in servizio all'inizio degli anni 1860, avevano l'aspetto di fregate a vela, con tre alti alberi e i cannoni installati lungo la fiancata su un unico ponte di batteria. Solo otto anni più tardi fece la sua comparsa il primo monitore a parapetto, il britannico HMVS Cerberus, dove i cannoni erano montanti in torrette rotanti, seguito dopo altri tre anni dalla HMS Devastation, una nave corazzata dotata di torrette che rassomigliava nella sua architettura più alle future pre-dreadnought che alle navi corazzate precedenti e contemporanee a essa; sia il Cerberus che la Devastation erano privi di alberi per le vele ed erano armati con quattro cannoni di grosso calibro installati a due a due in torrette rotanti poste a prua e a poppa. La Devastation era tuttavia ancora concepita come un monitore, ideale per attaccare le coste e i porti nemici ma incapace di affrontare unità simili in un combattimento in mare aperto: a causa del suo basso bordo libero, in caso di navigazione in alto mare le onde e gli spruzzi di acqua si riversavano sul ponte della nave interferendo con l'operato dei cannoni. Le varie marine militari in giro per il mondo continuarono quindi a costruire navi corazzate dotate di alberi per le vele e di torrette rotanti per i cannoni, dotate di un bordo libero sufficientemente alto per poter navigare e combattere in alto mare.
La distinzione tra monitori corazzati per l'attacco alle coste e le navi da battaglia capaci di navigare e combattere in alto mare divenne più sfocata con le unità britanniche classe Admiral, impostate nel 1880. Queste navi riflettevano gli ultimi sviluppi nella progettazione delle navi corazzate, con la protezione garantita da una corazzatura composita in acciaio-ferro piuttosto che in ferro battuto come in passato; armate con cannoni a retrocarica di calibro compreso tra i 305 mm e i 413 mm, le Admiral continuarono la progressione vista nelle ultime classi di navi corazzate verso l'installazione di pezzi d'artiglieria sempre più grandi. Il giudizio sulle Admiral è piuttosto vario: alcuni storici le considerano un passo importante e vitale verso la realizzazione delle pre-dreadnought, mentre altri le bollano come un progetto confuso e di scarso successo.

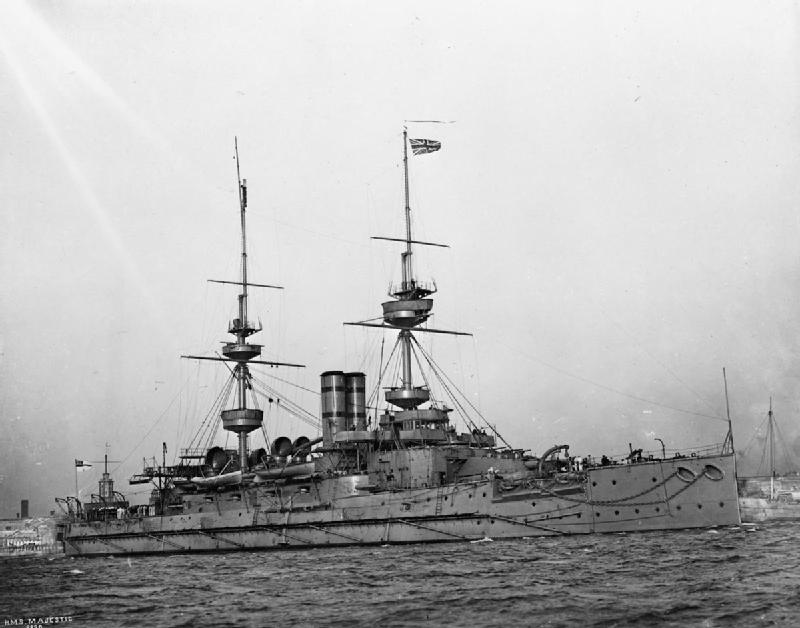
La HMS Majestic, prima unità chiaramente classificabile come "pre-dreadnought"

Le successive navi corazzate britanniche classe Royal Sovereign del 1889 conservarono l'armamento principale installato in barbette come sulle Admiral ma furono armate uniformemente con pezzi da 343/30 mm; le Royal Sovereign erano anche considerevolmente più grandi (con un dislocamento di 14.000 tonnellate) e più veloci (grazie a motori a vapore) delle Admiral, ma più importante ancora le Royal Sovereign disponevano di un alto bordo libero, rendendole inequivocabilmente capaci di affrontare il mare aperto e di assumere il ruolo di navi da battaglia.
Il design delle pre-dreadnought raggiunse la sua maturità con le unità britanniche classe Majestic del 1895. Queste navi furono realizzate interamente in acciaio e con i cannoni principali montati in barbette interamente chiuse, inevitabilmente indicate come "torrette"; le navi furono inoltre armate con cannoni da 305 mm che, grazie agli avanzamenti tecnologici in materia di metallurgia e produzione delle cariche di lancio, erano più leggeri e più potenti dei precedenti pezzi di calibro maggiore. Le Majestic funsero da modello per le navi da battaglia costruite nel Regno Unito e in molti altri paesi negli anni a venire.

## Caratteristiche

### Armamento

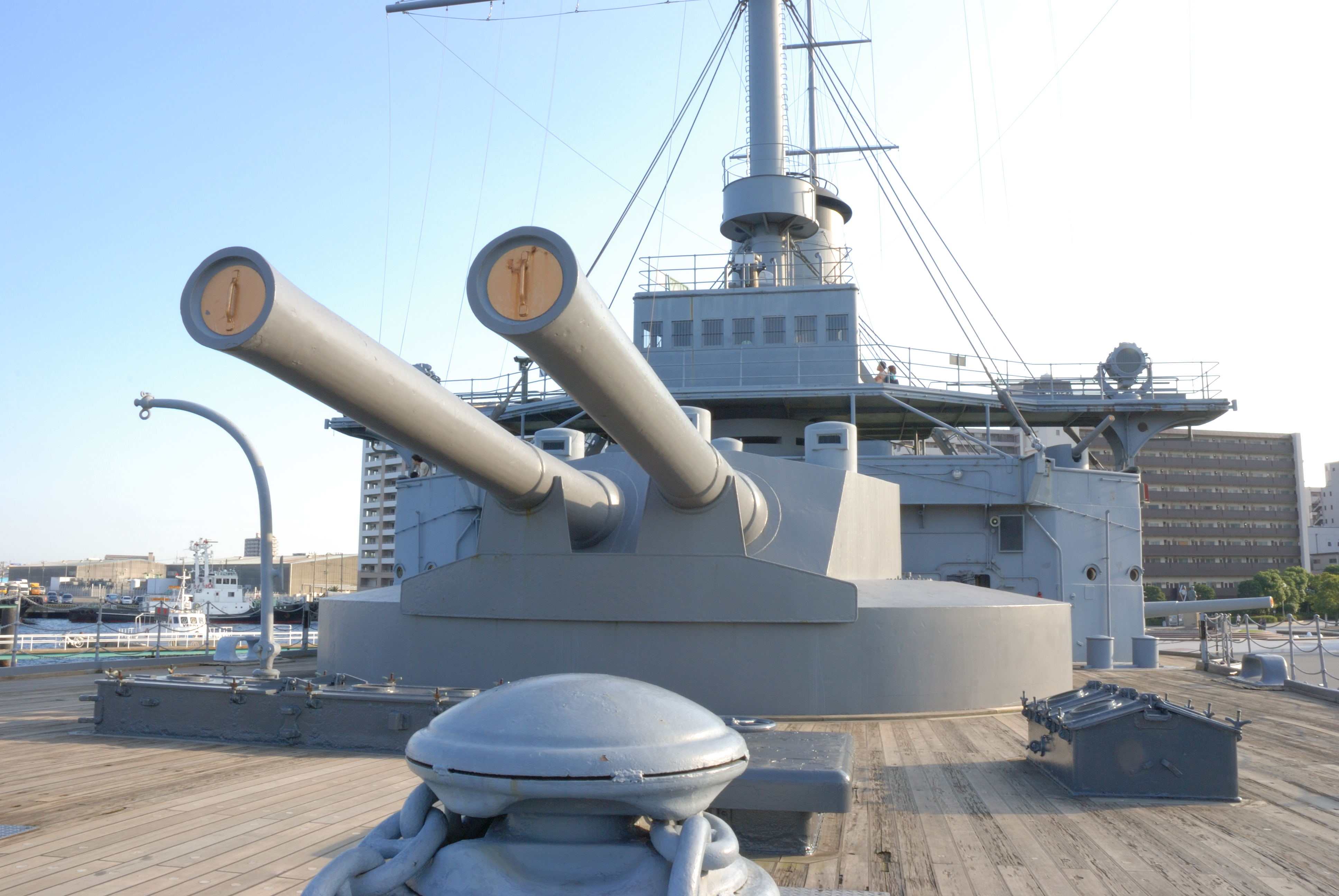
I cannoni principali da 305 mm della torre di prua della Mikasa

Le tipiche pre-dreadnought erano armate con cannoni di vari calibri diversi, con differenti ruoli nel caso di combattimenti nave-contro-nave. L'armamento principale si basava su quattro cannoni di grosso calibro, montati due a due su due torri collocate a prua e poppa lungo l'asse della nave; solo pochissimi tipi di pre-dreadnought deviavano da questa sistemazione. Tali pezzi di grosso calibro avevano un basso rateo di fuoco e soprattutto all'inizio una scarsa precisione, ma erano gli unici in grado di sparare un proiettile abbastanza pesante da poter penetrare la corazzatura che proteggeva le sale macchine, i depositi e l'armamento delle navi da battaglia nemiche.
Il calibro più comune per l'armamento principale era il 305 mm, anche se alcune classi montavano calibri più bassi per poter sviluppare un rateo di fuoco più alto. Il 305 mm era l'armamento standard delle navi britanniche, e fu adottato anche dai francesi (a partire dalle unità classe Charlemagne impostate nel 1894) e dai giapponesi; gli Stati Uniti d'America impiegarono sia il calibro 305 mm che il 330 mm per gran parte degli anni 1890, ma a partire dalla classe Maine del 1899 il 305 mm divenne di adozione universale. L'Impero russo adottò sia il 305 mm che il 254 mm come armamento principale delle sue navi da battaglia: il primo era portato dalle unità classe Petropavlovsk, dalla Cesarevič e dalle classe Borodino, mentre il secondo era portato dalle unità classe Peresvet; l'Impero tedesco montò sulle sue prime pre-dreadnought cannoni da 280 mm, ma adottò il più basso calibro di 240 mm per le successive due classi di unità e tornò al 280 mm solo con le unità classe Braunschweig di inizio XX secolo.

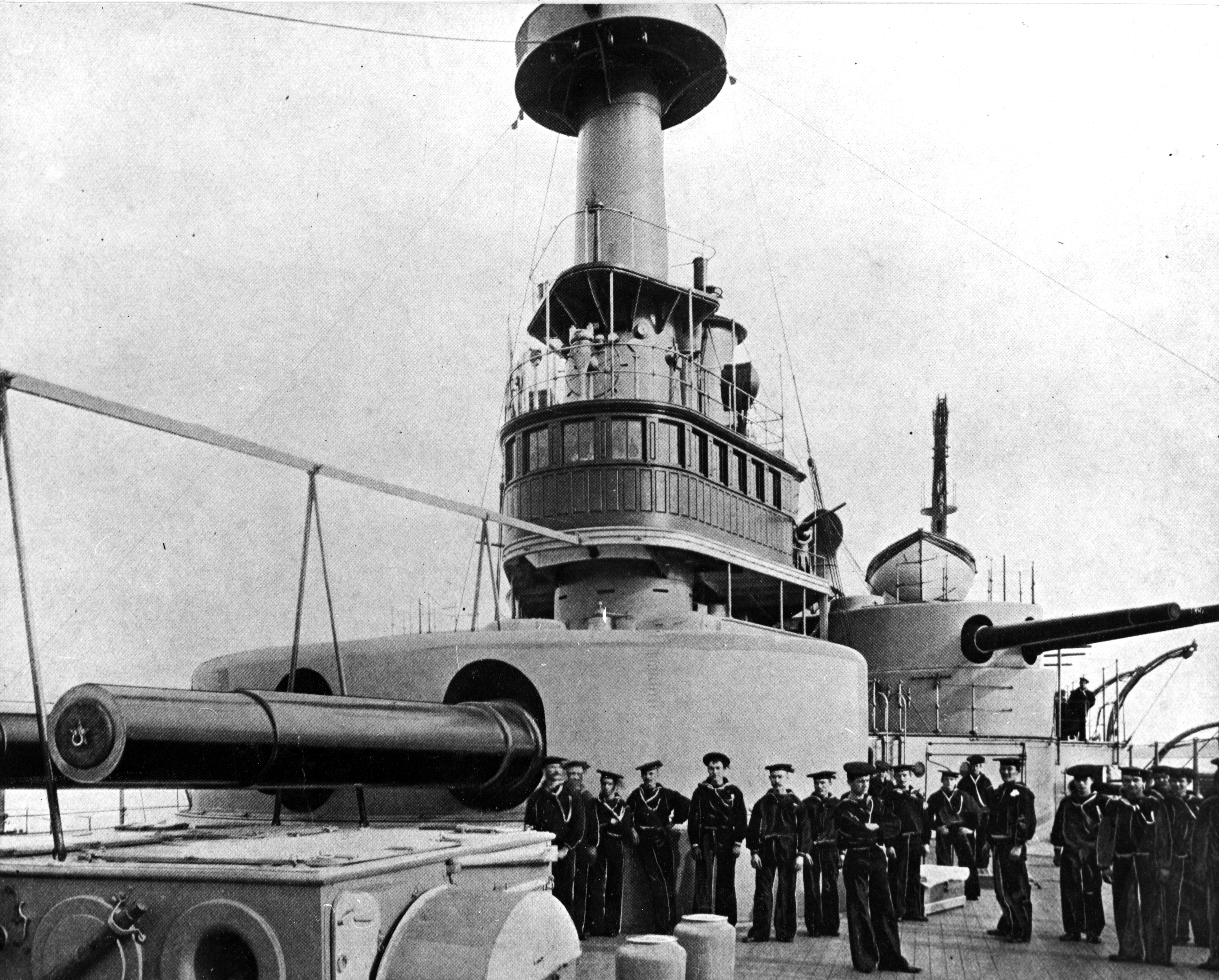
Il ponte principale della USS Indiana, prima unità dell'omonima classe, con a sinistra due cannoni principali da 330 mm e, a destra, due pezzi della batteria "intermedia" da 203 mm

Mentre il calibro dell'armamento principale rimase tutto sommato costante, nel corso del tempo le prestazioni dei cannoni migliorarono costantemente grazie all'introduzione di canne più lunghe. L'adozione di nitrocellulosa e cordite a lenta combustione come cariche di lancio per i proiettili permise l'installazione di canne per i cannoni più lunghe, con conseguente incremento della velocità alla volata che garantiva maggiore gittata e potere di penetrazione anche a parità di calibro del proiettile. A partire dalle unità classe Majestic, la lunghezza delle canne dei cannoni da 305 mm britannici aumentò da 35 a 45 calibri e la velocità alla volata da 706 a 770 metri al secondo.
Le pre-dreadnought portavano anche una batteria di cannoni secondari. Questa era composta da pezzi di calibro più piccolo rispetto ai cannoni montati in torretta, tipicamente da 152 mm anche se qualsiasi calibro compreso tra il 100 e il 240 mm poteva essere impiegato a questo scopo. Virtualmente tutti i pezzi secondari erano cannoni "a tiro rapido", impiegando varie innovazioni per incrementare il rateo di fuoco: le cariche di lancio erano fornite in bossoli d'ottone e sia il meccanismo di culatta che il montaggio erano adatti per un puntamento e una ricarica rapida. Lo scopo dell'armamento secondario era quello di danneggiare le parti meno corazzate delle navi da battaglia nemiche, visto che era troppo leggero per poter penetrare la cintura corazzata che cingeva lo scafo; di solito si puntava a colpire il ponte o ad appiccare incendi. Inoltre, l'armamento secondario poteva essere efficacemente impiegato contro unità più leggere e veloci come incrociatori, cacciatorpediniere e torpediniere: un cannone di medio calibro poteva ragionevolmente penetrare la leggera corazzatura portata da queste unità, mentre l'alto rateo di fuoco dei pezzi secondari era importante per poter piazzare colpi su bersagli piccoli e manovrieri. I cannoni secondari erano collocati in una varietà di installazioni: benché a volte collocati in torrette rotanti, i cannoni di medi calibro erano di solito installati in casematte corazzate lungo la fiancata dello scafo o in postazioni sprotette sopra il ponte principale.

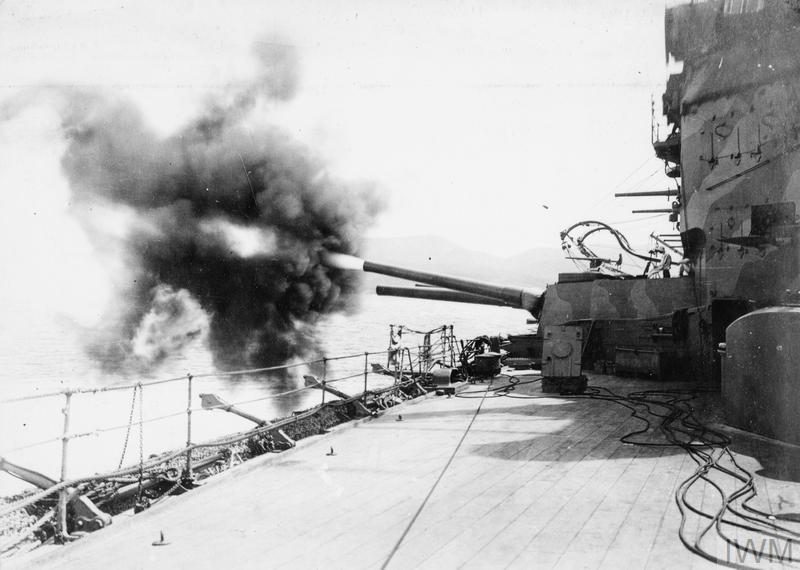
La HMS Agamemnon aziona i cannoni secondari da 234 mm

Alcune delle pre-dreadnought montavano una batteria "intermedia", tipicamente composta da pezzi da 203 o 254 mm; la predisposizione di una batteria "intermedia" era un metodo per imbarcare sulla nave una maggiore potenza di fuoco, principalmente da impiegare contro altre navi da battaglia a lunga distanza. Pioniera del concetto delle batterie intermedie fu la United States Navy, che le adottò sulle unità classe Indiana, sulla USS Iowa e sulle classe Kearsarge, salvo però abbandonare tale sistemazione sulle navi da battaglia varate tra il 1897 e il 1901. Poco dopo l'adozione delle batterie intermedie da parte della United States Navy, anche le marine britannica, francese, italiana, russa e giapponese adottarono questa sistemazione, anche se molte delle unità così impostate furono completate quando il modello stesso delle pre-dreadnought era divenuto obsoleto.
Nel corso dell'era delle pre-dreadnought, la distanza attraverso la quale venivano combattute le battaglie navali crebbe notevolmente. Nel corso della prima guerra sino-giapponese (1894-1895) gli scontri tra le opposte flotte furono combattuti a una distanza di circa 1,5 chilometri, ma nel corso della battaglia del Mar Giallo del 1904 tra russi e giapponesi le opposte navi da battagli aprirono il fuoco da più di 13 chilometri prima di serrare e combattersi da 5,5 chilometri di distanza. L'aumento della distanza a cui erano combattute le battaglie era in parte dovuto all'accresciuto raggio dei siluri quanto al miglioramento tecnologico degli apparati di controllo del tiro; come conseguenza, i progettisti tesero a prediligere un armamento secondario di calibro più grosso, in pratica aumentandolo fino allo stesso calibro delle batterie "intermedie": l'ultima classe di pre-dreadnought della Royal Navy britannica, la classe Lord Nelson, imbarcava come armamento secondario dei cannoni da 234 mm. Tali navi con una batteria di pezzi secondari in calibro uniforme e più elevato del normale sono state spesso classificate come "semi-dreadnought".

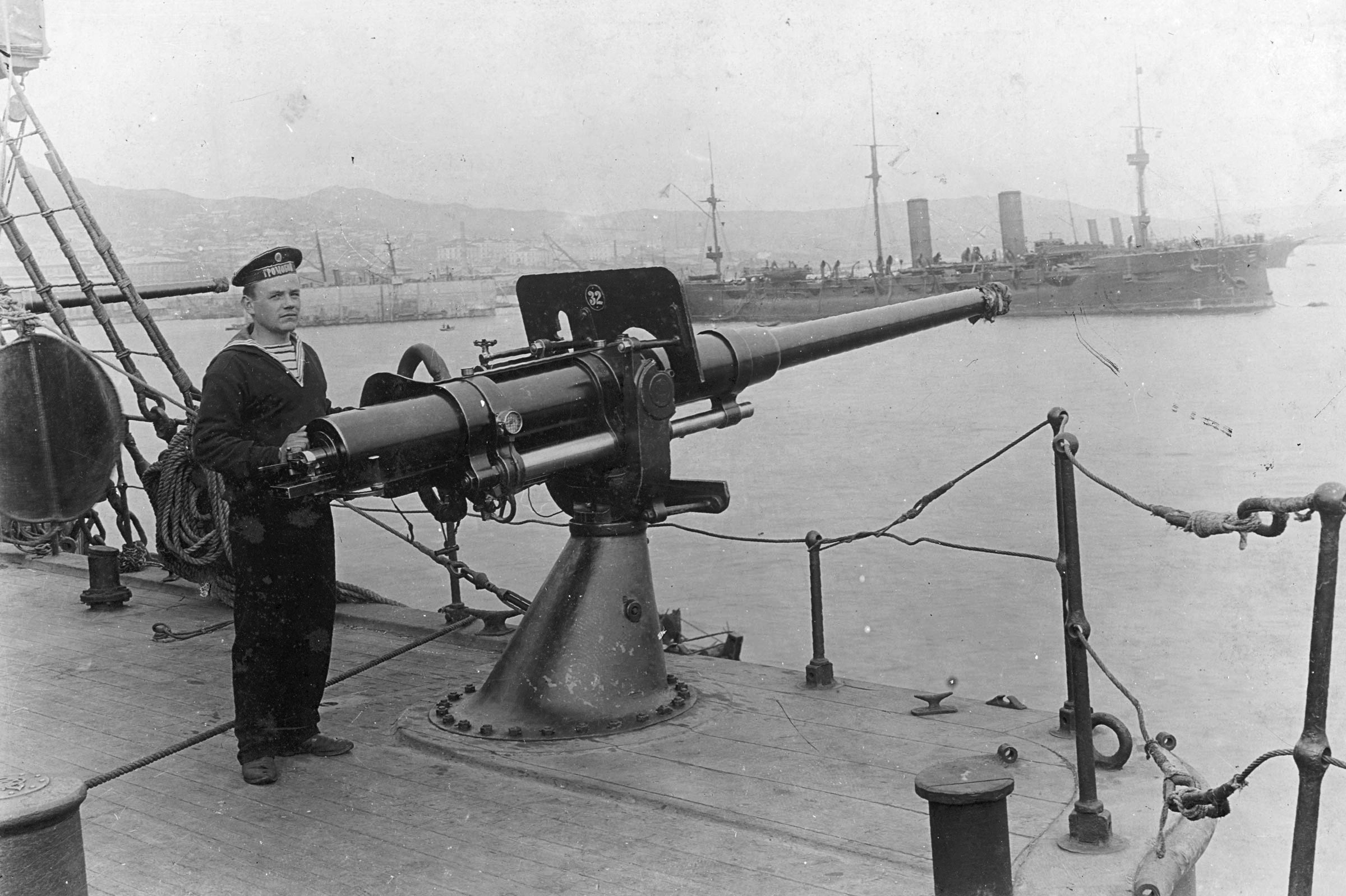
Un cannone da 75 mm Pattern 1892 russo, tipica arma da batteria "terziaria" di una pre-dreadnought, qui a bordo dell'incrociatore russo Gromoboy

L'armamento delle pre-dreadnought era completato da una batteria d'artiglieria terziaria di pezzi leggeri a tiro rapido, con un calibro compreso da 76 mm in giù fino a quello di una mitragliatrice; la loro funzione era quella di contrastare a breve distanza le unità siluranti veloci, o di sventagliare il ponte superiore e le sovrastrutture di una nave da battaglia. In aggiunta al suo armamento di artiglieria, molte pre-dreadnought erano dotate anche di tubi lanciasiluri, collocati sopra o sotto la linea di galleggiamento; questi siluri erano di solito di 457 mm di calibro ed erano capaci di un raggio di diverse migliaia di metri, anche se un simile armamento si dimostrò praticamente inutile per una nave da battaglia all'atto pratico.

### Protezione

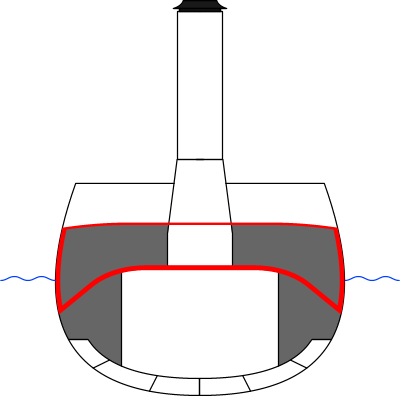
Schema della sezione dello scafo di una tipica pre-dreadnought; le linee rosse indicano le sezioni corazzate: nello specifico, due ponti blindati garantiscono la protezione orizzontale mentre una cintura corazzata che corre lungo la fiancata fornisce la protezione verticale

Le navi da battaglia pre-dreadnought disponevano di un considerevole ammontare di corazzatura in acciaio. L'esperienza dimostrò che, piuttosto che fornire le navi di una armatura uniformemente distribuita, era meglio concentrarla a protezione delle aree vitali. La zona centrale dello scafo, dove era collocato l'apparato motore, era protetta da una cintura corazzata che partiva da poco sotto la linea di galleggiamento e andava fino a diversi metri sopra di essa; l'armamento principale e i depositi di munizioni erano difesi da protezioni di spessa armatura che partivano dalla cintura corazzata. L'inizio dell'era delle pre-dreadnought fu segnato dal passaggio dall'installazione dei cannoni principali in barbette aperte a torri rotanti completamente chiuse e corazzate.
L'armatura della cintura principale normalmente si assottigliava con uno spessore minore lungo il lato dello scafo posto verso prua e poppa; poteva anche ridursi a partire dalla cittadella centrale verso la sovrastruttura. Il ponte principale della nave era normalmente protetto da una corazzatura in acciaio spessa tra i 50 e i 100 mm; questa leggera armatura serviva a impedire ai proiettili ad alto esplosivo di penetrare nella sovrastruttura.
Le navi da battaglia dei tardi anni 1880, come ad esempio le britanniche classe Royal Sovereign, erano protette da un'armatura composita in acciaio e ferro. Questa fu velocemente rimpiazzata da una più efficace corazzatura completamente in acciaio, in particolare dopo l'adozione della "corazzatura Harvey" da parte degli Stati Uniti: testata per la prima volta nel 1891, la corazzatura Harvey divenne comune nelle navi da battaglia varate tra il 1893 e il 1895. Anche quest'ultima, tuttavia, divenne rapidamente obsoleta: nel 1895 la pre-dreadnought tedesca SMS Kaiser Friedrich III sperimentò la nuova e più avanzata corazzatura Krupp, poi adottata dalle principali marine europee mentre i soli Stati Uniti persistettero a utilizzare il processo Harvey fin dopo l'inizio del XX secolo. L'aumento della qualità delle piastre corazzate significò che le navi potevano ora ottenere una maggiore protezione anche da una corazzatura più sottile e leggera rispetto al passato: 190 mm di corazza Harvey o 133 mm di corazza Krupp fornivano la stessa protezione di 305 mm di armatura composita acciaio-ferro.

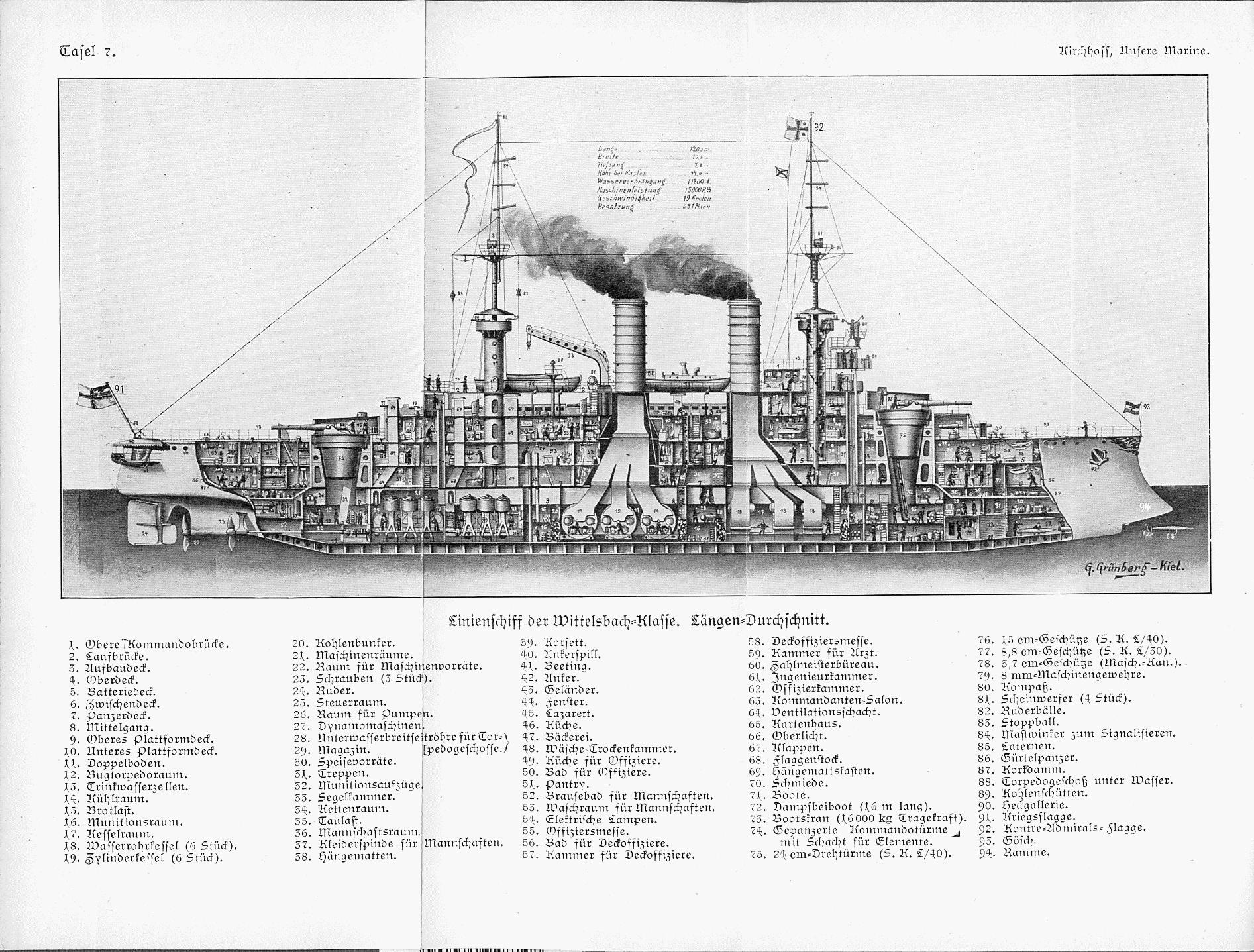
Spaccato di una pre-dreadnought tedesca classe Wittelsbach

### Propulsione
Quasi tutte le pre-dreadnought erano spinte da motori a vapore, capaci di generare una velocità compresa tra i 16 e i 18 nodi. Le navi corazzate degli anni 1880 montavano motori compound che alla fine del decennio erano ormai stati rimpiazzati dai più efficienti motori a vapore a tripla espansione; alcune marine adottarono anche motori a quadrupla espansione.
Il maggior avanzamento tecnologico in materia di prestazioni dei motori venne dall'ottenimento dalle caldaie di vapore a pressione sempre più alta. Le vecchie caldaie tipo "Scotch marine" furono soppiantate da più moderne caldaie a tubi d'acqua, capaci di generare vapore a pressione maggiore consumando meno combustibile; le caldaie a tubi d'acqua erano anche più sicure, con meno rischi di esplosione. Il primo modello di caldaia a tubi d'acqua, la caldaia Belleville, fu adottata dalla Marine nationale francese nel 1879, ma non fu fino al 1894 che la Royal Navy britannica decise di adottarla per le sue navi da battaglia e incrociatori; altri tipi di caldaie a tubi d'acqua furono poi adottati dalle marine di tutto il mondo.

Schema animato raffigurante il funzionamento di un motore a vapore a tripla espansione

I propulsori azionavano due o tre alberi motore dotati di eliche. Francia e Germania prediligevano il sistema a tre alberi motore, che consentiva di avere apparati propulsivi di più ridotte dimensioni e quindi più facilmente difendibili dalla corazzatura, oltre che più manovrabili e resistenti ai danni accidentali; il sistema a tre alberi era tuttavia, in generale, più largo e pesante del sistema a due alberi preferito da molte altre marine militari. La Francia realizzò inoltre l'unica classe di pre-dreadnought spinta da turbine a vapore, la classe Danton del 1907.
Il carbone fu quasi il solo combustibile adottato durante il periodo delle pre-dreadnought, anche se alcune marine militari iniziarono le sperimentazioni con l'olio combustibile nei tardi anni 1890. Un nodo o due di velocità extra potevano essere ottenuti tramite l'applicazione di un "tiraggio forzato", dove l'aria veniva pompata direttamente all'interno delle fornaci, ma questo sistema rischiava di danneggiare le caldaie.

## La costruzione delle pre-dreadnought

### Europa
Durante l'epoca delle pre-dreadnought, il Regno Unito si impegnò a fondo per mantenere il tradizionale predominio sui mari che già deteneva, anche se sia i tradizionali rivali sui mari dei britannici sia nuove potenze europee e non stavano iniziando a contendere tale dominio.

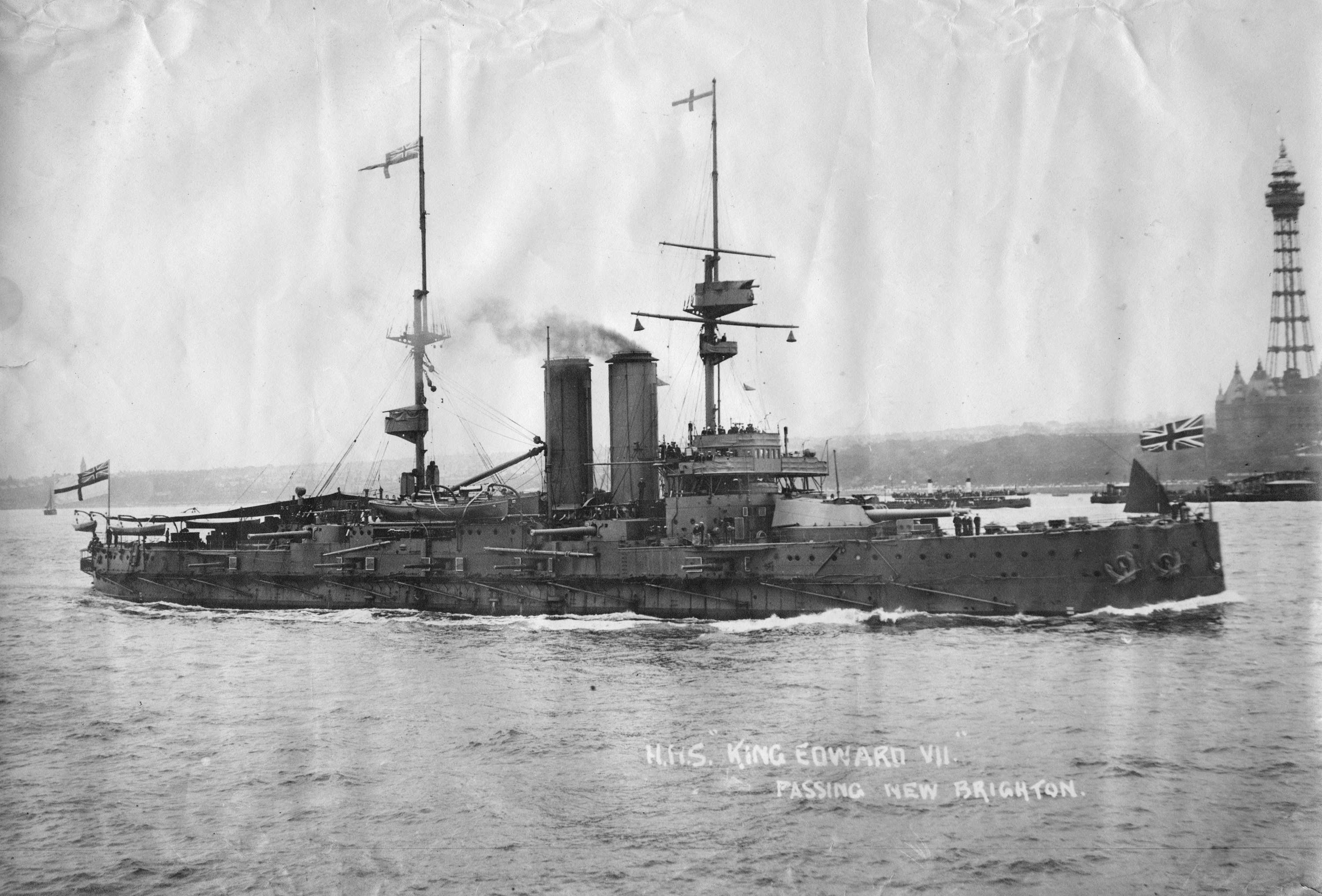
La HMS King Edward VII britannica

Nel 1889 il governo britannico adottò formalmente la politica dello "standard delle due potenze", che imponeva di assemblare una flotta di navi da battaglia capace di superare la combinazione delle due più grandi marine rivali del Regno Unito (all'epoca la Francia e la Russia, formalmente legate da un patto di alleanza nel corso degli anni 1890). Le prime pre-dreadnought delle classi Royal Sovereign e Majestic furono seguite da un regolare programma di costruzioni navali a un ritmo molto più elevato rispetto al passato: in rapida successione tra il 1897 e il 1905 entrarono in servizio le pre-dreadnought delle classi Canopus, Formidable, Duncan e King Edward VII; contando due navi costruite per il Cile ma poi acquistate dalla Royal Navy, nel 1904 il Regno Unito disponeva di 39 pre-dreadnought in servizio o in costruzione, oltre a due dozzine di vecchie navi corazzate ancora in servizio. L'ultima classe di pre-dreadnought britanniche, la classe Lord Nelson, fu completata nel 1908 quando ormai l'architettura di questo genere di unità era divenuta obsoleta.

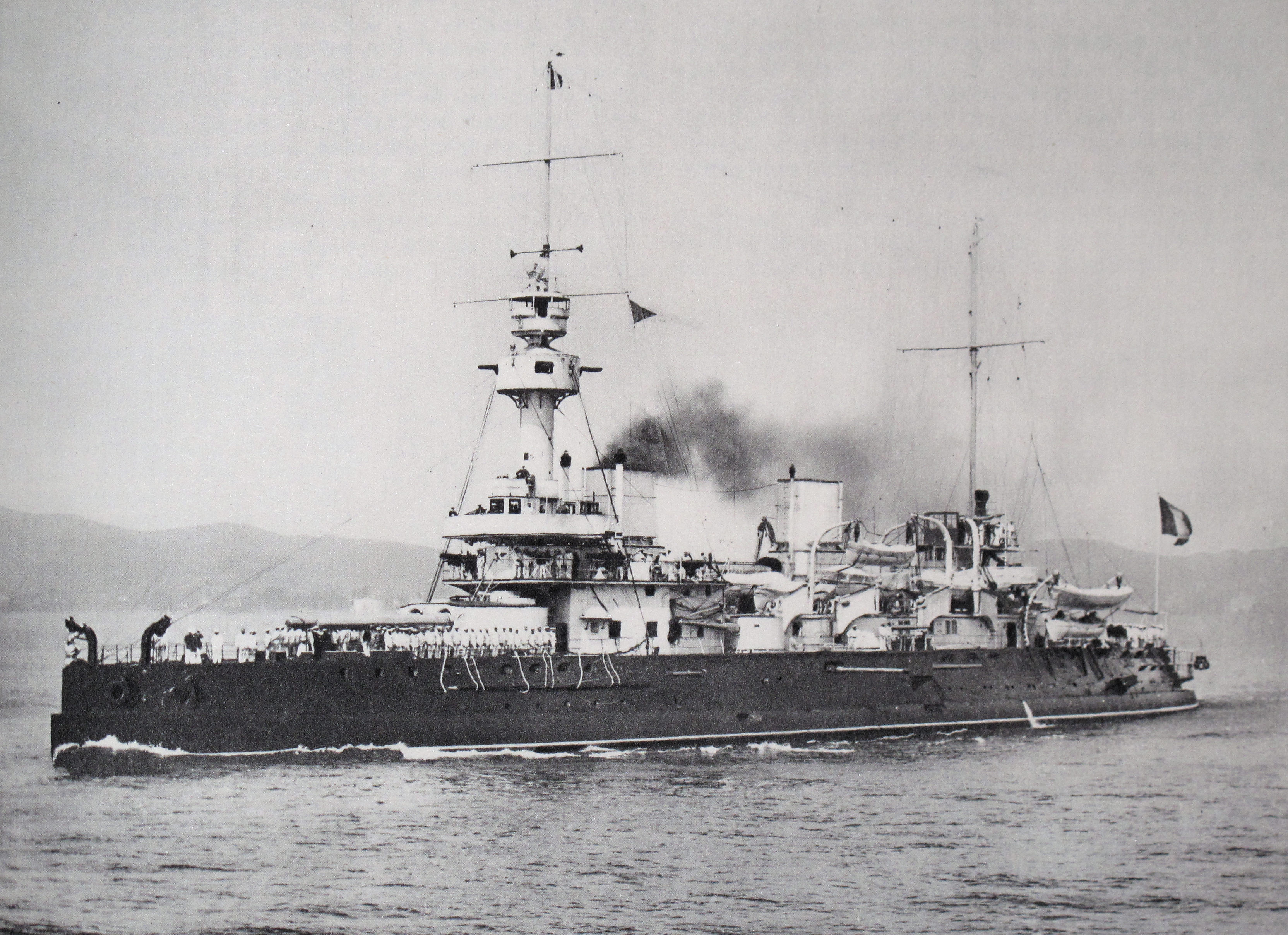
La Brennus, prima pre-dreadnought francese

La Francia, tradizionale rivale del Regno Unito sui mari, si era imposta una pausa nella costruzione di gradi navi da battaglia negli anni 1880 a causa dell'influenza, negli ambienti della marina, delle idee della Jeune École che favorivano di più l'impiego di piccole e veloci unità siluranti. Solo nel 1889, tramontata l'influenza della Jeune École, i francesi impostarono la loro prima pre-dreadnought, la Brennus; a questa seguì una serie di cinque esemplari unici piuttosto che vere e proprie classi di unità simili come per i britannici, caratterizzate per una certa idiosincrasia nella sistemazione dei cannoni pesanti: la Brennus montava tre cannoni da 340 mm mentre le navi che la seguirono furono dotate di due cannoni da 305 mm e due da 274 mm montati in quattro torri singole. Solo dalla classe Charlemagne, impostata tra il 1894 e il 1896, fu adottata la canonica sistemazione di quattro cannoni da 305 mm in due torri binate. La Jeune École mantenne una certa influenza sulla strategia navale dei francesi, e alla fine del XIX secolo la Francia aveva praticamente abbandonato la competizione con il Regno Unito per quanto riguardava il numero di navi da battaglia; i francesi soffrirono non poco la rivoluzione in materia di armamenti navali, e le loro ultime classi di pre-dreadnought (la classe Liberté e la classe Danton) furono completate quando ormai erano completamente superate.

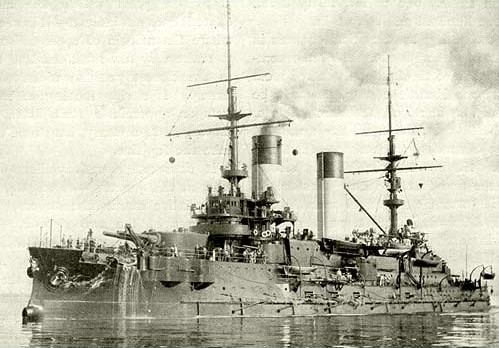
La Orel, pre-dreadnought russa classe Borodino

La prima classe di pre-dreadnought della Germania fu la classe Brandenburg, impostata nel 1890. Entro il 1905, altre 19 unità simili erano state realizzate o erano in costruzione, grazie al notevole incremento di fondi per la marina militare garantito dalle leggi navali del 1898 e del 1900 fortemente volute dall'ammiraglio Alfred von Tirpitz; dopo le Brandenburg, le pre-dreadnought tedesche erano rappresentate dalle classi Kaiser Friedrich III, Wittelsbach e Braunschweig, fino al culmine della categoria rappresentato dalle Deutschland del 1903-1906. In generale, le navi tedesche erano meno potenti quanto a potenza di fuoco ma più robuste quanto a corazzatura delle loro equivalenti britanniche.

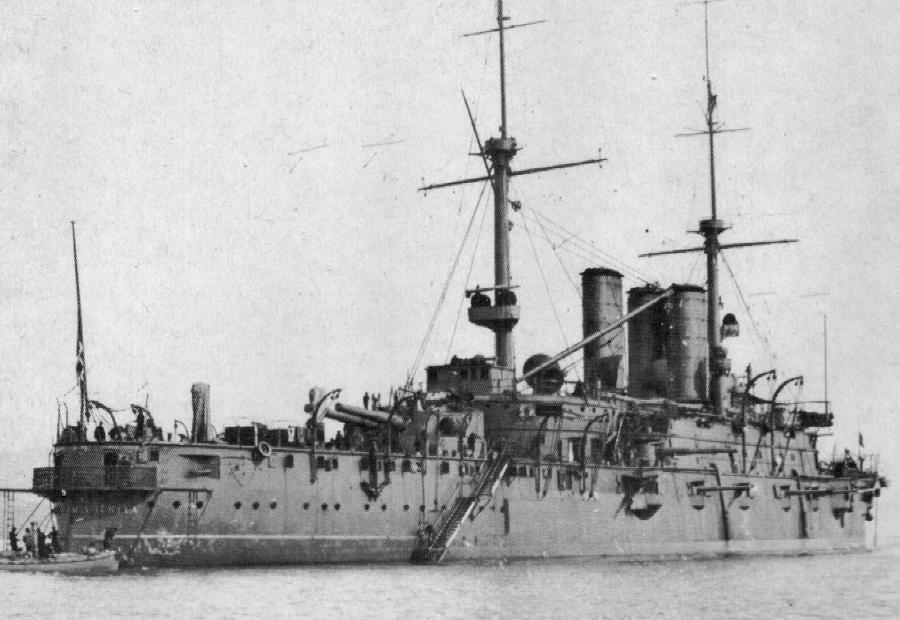
La pre-dreadnought italiana Regina Margherita

L'Impero russo si impegnò in un vasto programma di costruzioni navali nel corso degli anni 1890, principalmente per contrastare la crescente influenza del Giappone in Estremo Oriente. La costruzione della prima classe di pre-dreadnought russe, la classe Petropavlovsk, ebbe inizio nel 1892 poco dopo l'entrata in servizio delle Royal Sovereign britanniche; le classi successive, invece, presero ispirazione dalle contemporanee unità francesi, in particolare nel caso della classe Borodino. Le non elevate capacità costruttive dei cantieri russi fecero sì che molte unità fossero ordinate a cantieri esteri: tra queste la migliore fu la Retvizan, costruita nei cantieri statunitensi ed entrata in servizio nel 1902. La guerra russo-giapponese fu un disastro per la flotta imperiale russa: delle 15 pre-dreadnought costruite a partire dalla classe Petropavlovsk, undici furono affondate o catturate dal nemico; dopo la guerra la Russia completò altre quattro pre-dreadnought delle classi Evstafij e Andrej Pervozvannyj.
Tra il 1893 e il 1904, il Regno d'Italia impostò undici pre-dreadnought delle classi Re Umberto, Emanuele Filiberto, Regina Margherita e Regina Elena; le ultime due classi erano piuttosto veloci rispetto alle unità simili, ma nel caso delle Regina Margherita la protezione era scarsa e nel caso della Regina Elena l'armamento di artiglieria troppo leggero: in un certo senso, queste due ultime classi anticipavano il concetto dell'incrociatore da battaglia. Anche l'Impero austro-ungarico si impegnò in un vasto programma di costruzioni navali nel corso degli anni 1890, sebbene delle nove pre-dreadnought impostate delle classi Habsburg, Erzherzog Karl e Radetzky solo le prime entrarono in servizio prima dell'avvento delle più moderne dreadnought. L'Impero ottomano, oltre ad acquistare dalla Germania due pre-dreadnought della classe Brandeburg, fece ricostruire dai cantieri Ansaldo di Genova la vecchia nave corazzata Mesudiye secondo un'architettura a pre-dreadnought.

### Stati Uniti e Giappone

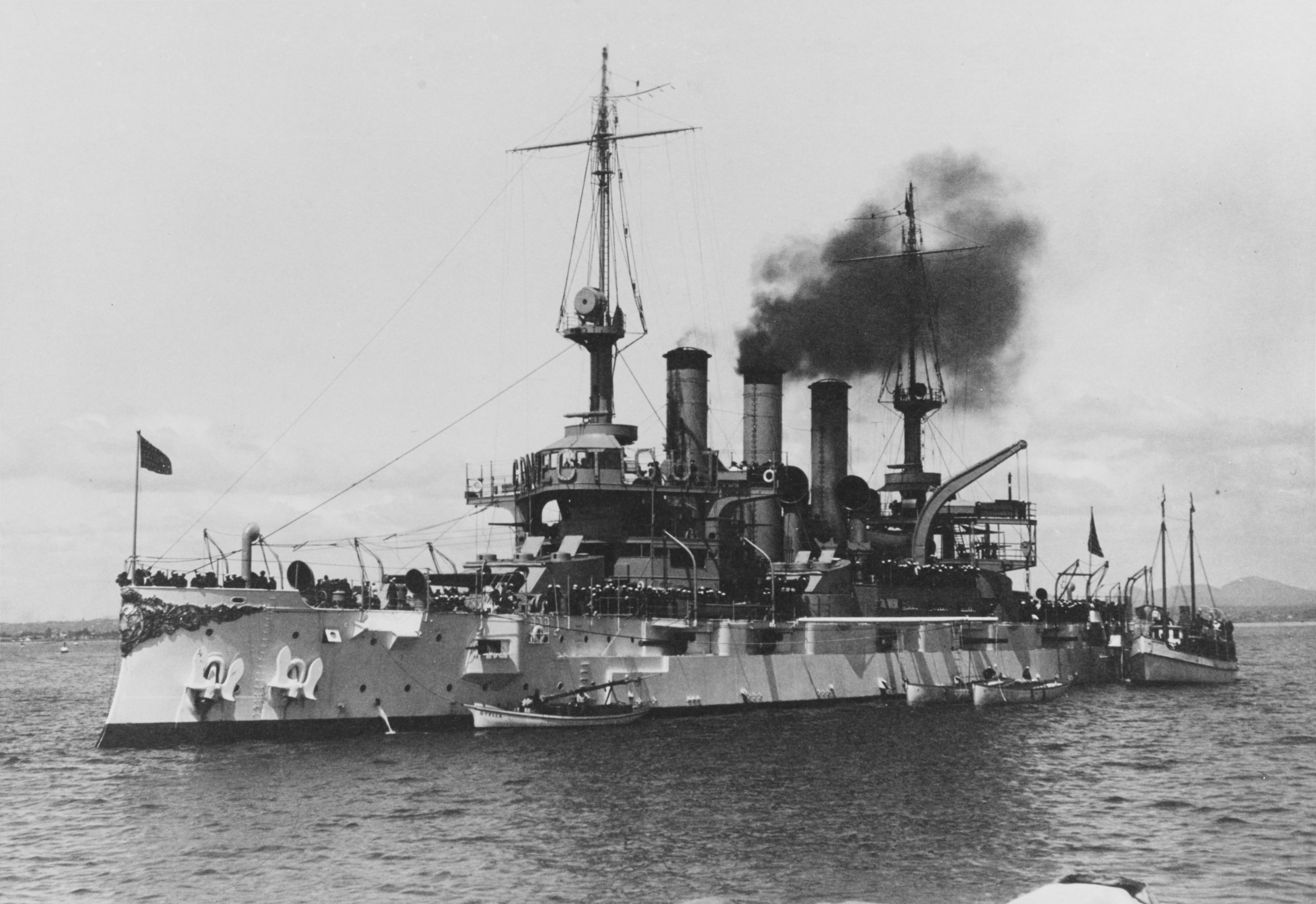
La USS Connecticut statunitense

Gli statunitensi impostarono le loro prime pre-dreadnought nel 1891 con le tre unità della classe Indiana: queste unità erano navi da battaglia a corto raggio ottimizzate per la difesa costiera, a modello della simile unità britannica HMS Hood ad eccezione dell'adozione di un'innovativa batteria "intermedia" di cannoni da 203 mm. La United States Navy continuò a dotarsi di simili unità costiere, poco efficienti quando si trattava di affrontare il mare aperto, fino al 1901-1902 quando furono impostate le più prestanti unità classe Virginia; le ultime due classi di pre-dreadnought statunitensi, la classe Connecticut e la classe Mississippi, furono completate quando ormai il modello era superato e gli stessi Stati Uniti avevano iniziato a costruire le proprie dreadnought.
Il Giappone fu impegnato in due delle tre maggiori guerre navali dell'epoca delle pre-dreadnought. Le prime pre-dreadnought nipponiche della classe Fuji erano ancora in costruzione quando scoppiò la prima guerra sino-giapponese del 1894-1895, e la flotta giapponese di incrociatori corazzati e protetti dovette fronteggiare la Flotta del Pei-yang cinese composta da un miscuglio di vecchie navi corazzate e incrociatori. Dopo la vittoria in questo conflitto, e trovandosi a fronteggiare la pressione della Russia nella regione, i giapponesi ordinarono la costruzione di ulteriori quattro pre-dreadnought (le due classe Shikishima e gli esemplari unici Asahi e Mikasa): unitamente alle due Fuji, queste unità rappresentarono il cuore della flotta nipponica che affrontò e vinse la guerra russo-giapponese del 1904-1905. Le ultime pre-dreadnought del Giappone furono rappresentate dalle due unità classe Katori e dalle due classe Satsuma.

## Impiego operativo

### Una breve stagione di dominio

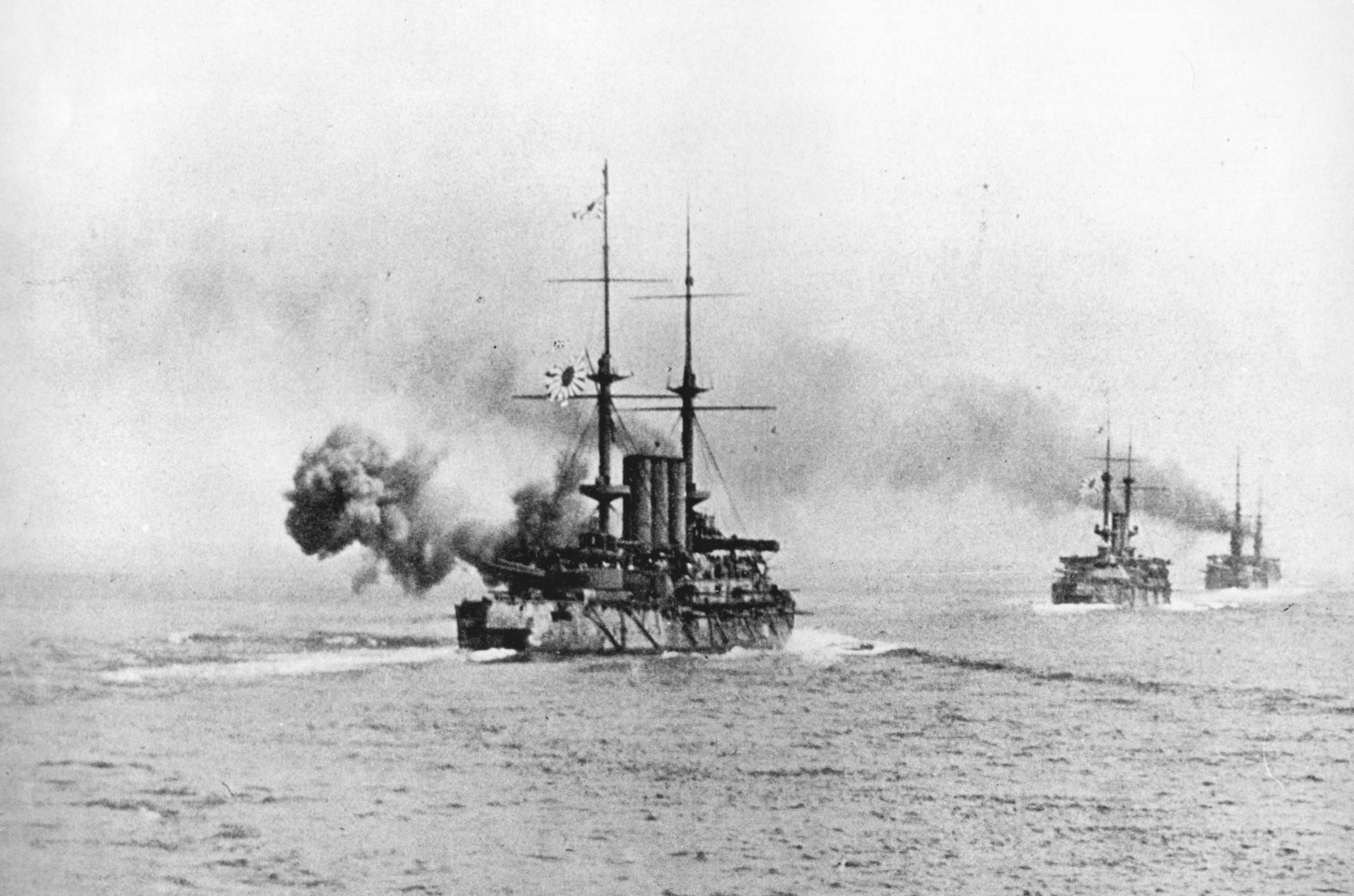
Le pre-dreadnought giapponesi (in primo piano la Shikishima) impegnano la flotta russa alla battaglia del Mar Giallo (10 agosto 1904)

Benché le pre-dreadnought fossero state adottate universalmente dalle principali marine militari mondiali, non si assistette a un loro effettivo impiego bellico se non nella fase finale della loro epoca di dominanza sui mari.
La prima guerra sino-giapponese del 1894-1895 influenzò lo sviluppo delle pre-dreadnought stesse, ma le navi da battaglia cinesi dovettero affrontare una flotta giapponese composta quasi esclusivamente di incrociatori; la guerra ispano-americana del 1898 vide una situazione simile, con le pre-dreadnought statunitensi chiamate a fronteggiare gli incrociatori spagnoli. Non fu fino alla guerra russo-giapponese del 1904-1905 che le pre-dreadnought dovettero affrontare un combattimento diretto contro altre pre-dreadnought, e in ogni caso solo in tre grandi battaglie navali: la battaglia di Port Arthur (8-9 febbraio 1904) conclusasi con una vittoria tattica russa, l'inconcludente battaglia del Mar Giallo (10 agosto 1904) e la battaglia di Tsushima (27 maggio 1905) terminata con una decisiva vittoria giapponese. Questi scontri rovesciarono le teorie prevalenti su come dovesse essere condotta una battaglia navale, visto che le opposte flotte aprirono il fuoco sui nemici a molta più distanza di quanto sperimentato in passato; i progettisti navali dovettero realizzare che il fuoco in precipitazione (i proiettili sparati con una traiettoria parabolica che piovevano sulle navi dall'alto piuttosto che con una traiettoria prossima alla linea orizzontale) costituiva una minaccia per le navi corazzate più di quanto non fosse stato pensato prima.

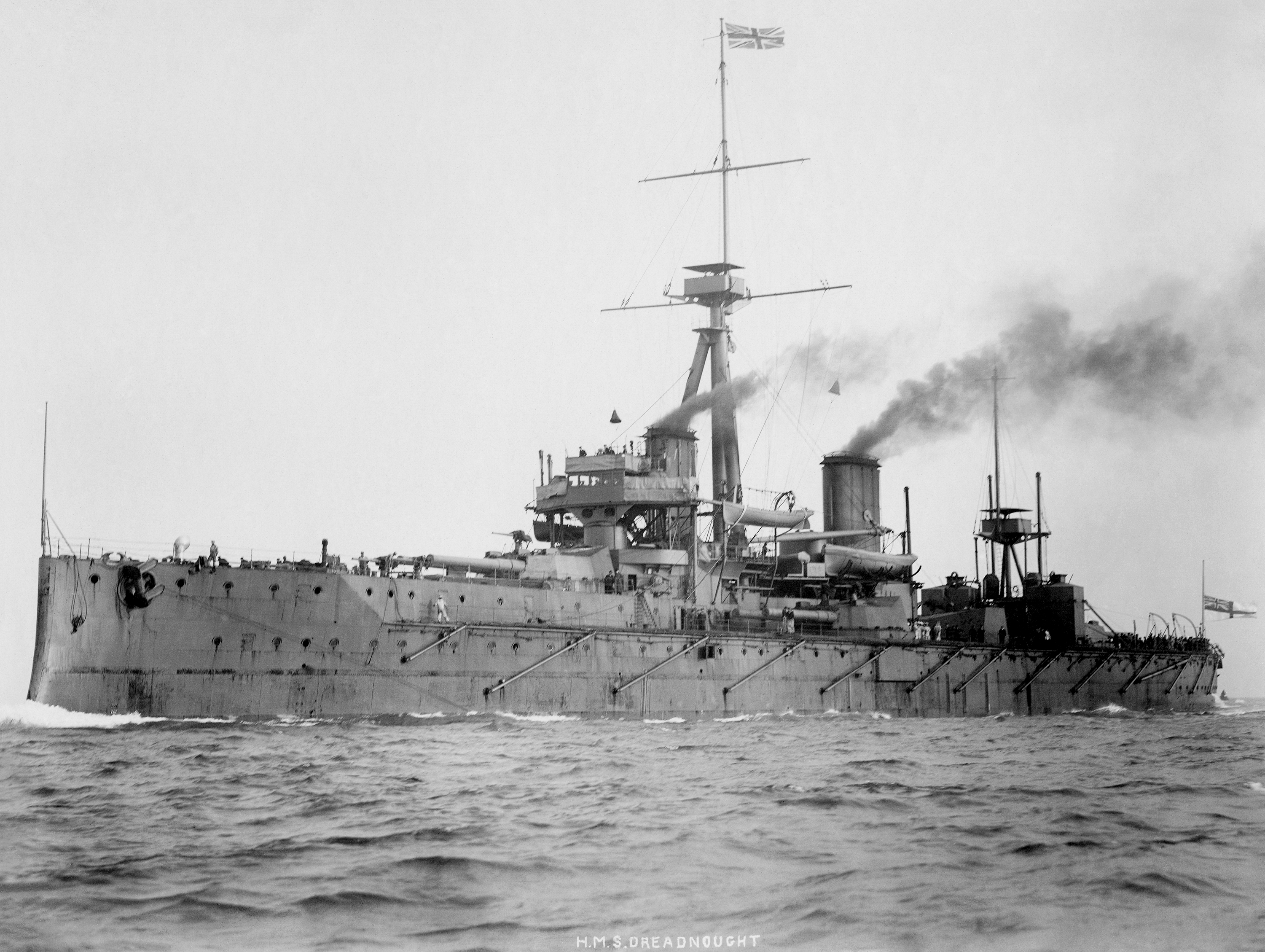
La poco dopo la sua entrata in servizio nel 1906

Nel 1906, l'entrata in servizio della britannica HMS Dreadnought segnò il destino di tutte le classi di navi da battaglia costruite fino a quel momento. Eliminando la batteria d'artiglieria secondaria, la Dreadnought fu costruita per portare dieci cannoni pesanti da 305 mm in torri binate: ciò gli consentiva di sparare dalla fiancata ("in bordata") con ben otto pezzi contro i quattro di una classica pre-dreadnought, e con sei pezzi in avanti ("in caccia") contro i due delle navi precedenti. L'evoluzione verso un progetto di nave di "soli grandi cannoni" (all-big-gun ship) o "monocalibro" fu la logica conseguenza dell'incremento del raggio di tiro e della velocità di caricamento dei pezzi pesanti, che di fatto eliminò la necessità di disporre di batterie d'artiglieria di calibro intermedio: alle grandi distanze a cui venivano ora combattute le battaglie navali, solo i pezzi di grosso calibro, capaci di generare un "tiro in precipitazione", si rivelavano veramente efficaci nel neutralizzare le grandi navi corazzate. L'armamento della nuova generazione di navi non fu il loro unico vantaggio: la Dreadnought adottò il nuovo innovativo sistema di propulsione basato su turbine a vapore, che le conferiva una velocità massima di 21 nodi contro i 18 nodi sviluppati dalle più recenti generazioni di pre-dreadnought; superiori in artiglieria e velocità, le nuove "dreadnought" subito adottate da tutte le principali marine militari surclassarono rapidamente tutte le generazioni di navi da battaglia precedenti.
Ad ogni modo, benché obsolete le pre-dreadnought continuarono a rimanere in servizio attivo e vedere un certo impiego bellico ancora per diversi anni. Nel corso della guerra italo-turca del 1911-1912, la flotta ottomana decise prudentemente di rimanere in porto e di non sfidare la superiorità numerica delle pre-dreadnought italiane, che furono impiegate solamente in appoggio ai reparti sbarcati a terra sulla costa della Libia. Durante la prima guerra balcanica del 1912-1913, invece, le pre-dreadnought ottomane affrontarono le navi corazzate greche in due battaglie navali, la battaglia di Elli il 16 dicembre 1912 e la battaglia di Lemno il 18 gennaio 1913; in entrambi questi scontri, non decisivi, a mettersi in luce fu tuttavia l'incrociatore corazzato greco Georgios Averof, l'unità più moderna in servizio con i belligeranti.

### La prima guerra mondiale
Le nuove dreadnought erano ritenute vitali per vincere le grandi e decisive battaglie navali che all'epoca tutte le principali potenze mondiali si aspettavano di dover prima o poi affrontare, e per tale ragione erano gelosamente custodite contro il rischio di incappare in mine o attacchi da parte di sommergibili e raramente inviate in missioni lontano dalle acque di casa; le obsolete pre-dreadnought erano all'opposto più spendibili e quindi più facilmente inviate ad affrontare situazioni più pericolose o combattimenti in aree lontane.

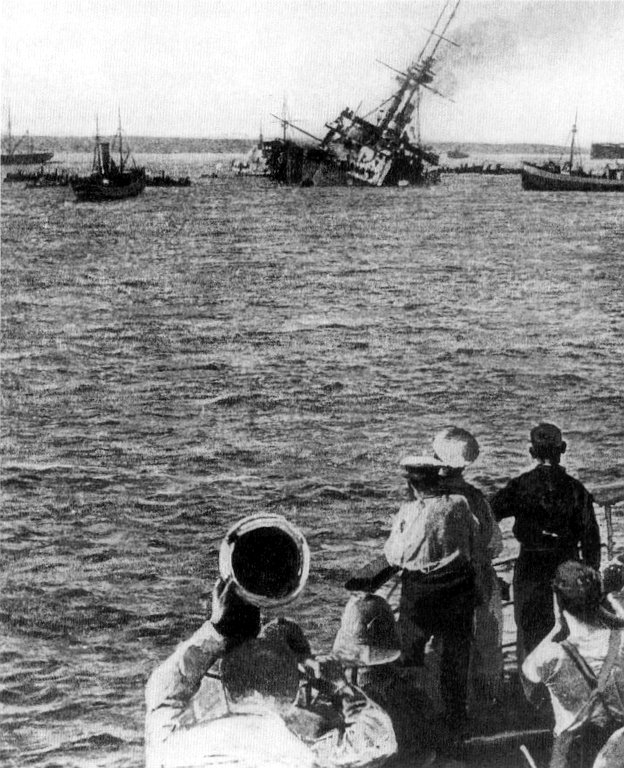
La HMS Majestic affonda il 27 maggio 1915 dopo essere stata silurata da un sommergibile tedesco

Nel corso della prima guerra mondiale un buon numero di pre-dreadnought fu impiegato in azione. Allo scoppio della guerra nel 1914, gli incrociatori tedeschi dello "Squadrone dell'Asia orientale" (Ostasiengeschwader) portarono la minaccia al traffico britannico nelle acque dell'oceano Pacifico; l'Ammiragliato britannico si rifiutò di inviare alla loro caccia i modernissimi incrociatori da battaglia assegnati alla Grand Fleet, ma distaccò invece la vecchia pre-dreadnought HMS Canopus del 1897: la nave doveva appoggiare gli incrociatori leggeri britannici nella zona, ma la sua bassa velocità fece sì che fosse lasciata indietro e non prese parte alla sconfitta britannica nella battaglia di Coronel. La Canopus ebbe tuttavia modo di rifarsi nel corso della battaglia delle Falkland alcuni giorni dopo: ancorata a Port Stanley, il suo fuoco d'artiglieria a lunga gittata convinse lo squadrone tedesco a non attaccare le navi britanniche, ferme in porto e intente a rifornirsi di carbone; i tedeschi si ritirarono, salvo venire inseguiti e quindi distrutti da due incrociatori da battaglia finalmente distaccati dalla Grand Fleet. Quelli della Canopus furono i soli colpi d'artiglieria sparati da una pre-dreadnought britannica contro un'altra nave in un'azione di combattimento.
Tedeschi e russi impiegarono le loro vecchie pre-dreadnought nel teatro del mar Baltico, dove la minaccia dei campi minati e degli attacchi dei sommergibili era molto elevata; la pre-dreadnought russa Slava andò perduta nel corso della battaglia dello stretto di Muhu il 3 novembre 1917 dopo essere stata danneggiata dalle dreadnought tedesche. Cinque pre-dreadnought russe ebbero un fugace e inconcludente scontro con l'incrociatore da battaglia tedesco SMS Goeben nel corso della battaglia di Capo Saryč nel Mar Nero, e furono poi impiegate in varie missioni di bombardamento della costa dell'Anatolia e dello stretto del Bosforo.
Il maggior impiego di pre-dreadnought durante il conflitto si ebbe nel corso della campagna di Gallipoli: dodici pre-dreadnought francesi e britanniche costituirono il cuore dello squadrone navale inviato a forzare le difese turche dello stretto dei Dardanelli nel marzo 1915, zona ampiamente difesa da batterie costiere e campi minati; tre di queste furono affondate da mine (la francese Bouvet e le britanniche HMS Irresistible e HMS Ocean) e altre tre danneggiate dall'artiglieria turca nel corso della grande battaglia del 18 marzo 1915. Le pre-dreadnought britanniche furono poi lungamente impiegate nei mesi seguenti per fornire supporto di fuoco ai reparti sbarcati sulla penisola di Gallipoli, subendo l'affondamento di altre tre unità in attacchi con siluri: la HMS Goliath ad opera di un cacciatorpediniere turco, la HMS Triumph e la HMS Majestic per mano di un sommergibile tedesco. Anche gli ottomani dovettero subire perdite nei ranghi della loro ridotta flotta di pre-dreadnought: l'anziana Mesudiye fu silurata da un sommergibile britannico il 14 dicembre 1914 nei Dardanelli, e stessa sorte subì la Barbaros Hayreddin (ex SMS Kurfürst Friedrich Wilhelm tedesca) l'8 agosto 1915.

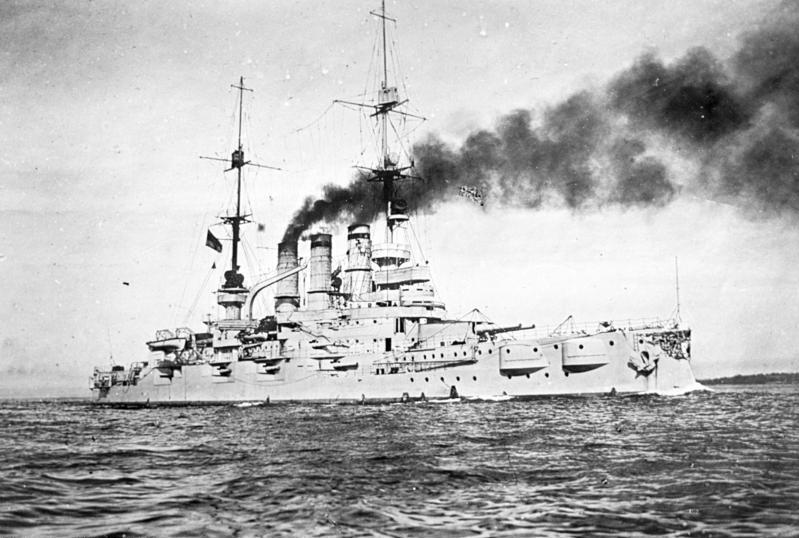
La pre-dreadnought tedesca SMS Pommern

Due pre-dreadnought della Royal Navy andarono perdute al largo dell'arcipelago britannico: la HMS Formidable il 1º gennaio 1915 per opera di un sommergibile tedesco e la HMS King Edward VII il 6 gennaio 1916 per l'urto con una mina. Uno squadrone di pre-dreadnought tedesche, invece, prese parte alla battaglia dello Jutland del 31 maggio-1º giugno 1916 contro la flotta britannica, il più grande scontro navale della guerra. Gli equipaggi tedeschi avevano soprannominato queste unità "navi dei cinque minuti", che era l'ammontare di tempo che si supponeva potesse durare uno scontro aperto tra loro e le moderne dreadnought; nonostante le loro limitazioni tecniche, tuttavia, le pre-dreadnought tedesche giocarono un utile ruolo durante la battaglia: quando la Hochseeflotte tentò di disimpegnarsi dallo scontro, le pre-dreadnought si fecero avanti per coprire la ritirata delle navi tedesche e spinsero i britannici a virare perdendo il contatto. Una pre-dreadnought tedesca, la SMS Pommern, fu poi affondata dai siluri di un cacciatorpediniere britannico nel corso delle confuse azioni notturne che seguirono il rientro della flotta tedesca verso la base.
Nel settore del Mediterraneo, uno squadrone di pre-dreadnought francesi partecipò alla battaglia di Antivari del 16 agosto 1914 contro un piccolo distaccamento di navi austro-ungariche, mentre le pre-dreadnought della k.u.k. Kriegsmarine presero parte al bombardamento della costa adriatica del 24 maggio 1915. Il teatro del Mediterraneo fece registrare le maggiori perdite di pre-dreadnought della guerra, confermando la vulnerabilità di queste unità agli attacchi con siluri e mine: vittime di sommergibili furono le francesi Suffren, Gaulois e Danton e le britanniche HMS Cornwallis e HMS Britannia, mentre su mine andarono perdute la russa Peresvet, la britannica HMS Russell e l'italiana Regina Margherita; un'altra pre-dreadnought italiana, la Benedetto Brin, cadde vittima di un sabotaggio da parte di agenti austro-ungarici mentre era all'ancora a Brindisi.

### Le ultime pre-dreadnought

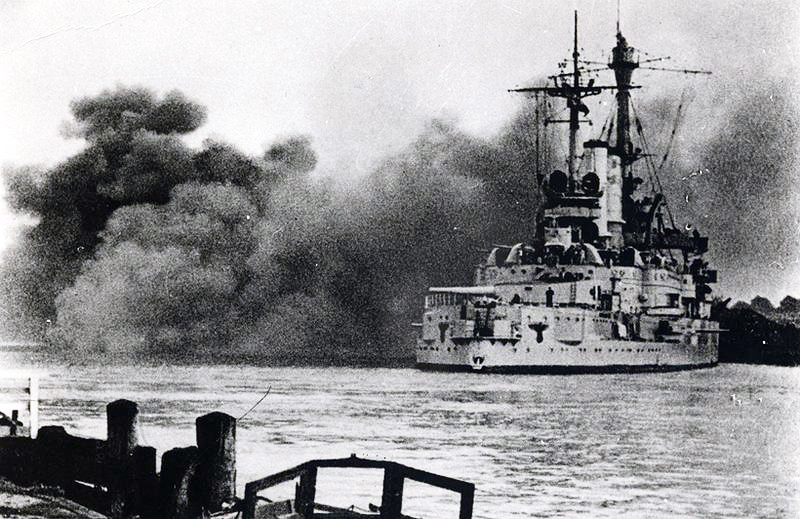
L'anziana pre-dreadnought tedesca Schleswig-Holstein apre il fuoco sulle postazioni polacche il 1º settembre 1939

Dopo la conclusione della prima guerra mondiale, la maggior parte delle pre-dreadnought ancora in servizio come pure molte delle dreadnought più vecchie venne disarmata e radiata dal servizio attivo per effetto delle limitazioni al naviglio militare imposte dal trattato navale di Washington; in massima parte le pre-dreadnought radiate furono avviate alla demolizione, oppure impiegate come navi-bersaglio nelle esercitazioni, come unità d'addestramento o come navi caserma. Il trattato di Washington fece esplicitamente eccezione per la giapponese Mikasa, che fu mantenuta come nave museo e memoriale.
La Germania, che per effetto del trattato di Versailles aveva perduto gran parte della sua flotta e tutte le unità da combattimento più moderne, mantenne in servizio sei vecchie pre-dreadnought nei ranghi della ricostituita Reichsmarine, impiegandole come navi da difesa costiera e unità d'addestramento. Due di queste pre-dreadnought transitarono poi nei ranghi della rinata Kriegsmarine, servendo operativamente nel corso della seconda guerra mondiale in ruoli ausiliari e come navi scuola: la Schleswig-Holstein fu ricordata per aver sparato i primi colpi della guerra, quando il 1º settembre 1939 cannoneggiò le postazioni polacche a Westerplatte, per poi operare in compiti vari e finire autoaffondata il 21 marzo 1945; la gemella Schlesien operò in compiti simili per poi colare a picco nell'aprile 1945 dopo aver urtato una mina.
Altre pre-dreadnought inattive o poste in disarmo furono coinvolte in eventi bellici durante il secondo conflitto mondiale. La Grecia manteneva in organico due pre-dreadnought, la Kilkis e la Lemnos (vecchie unità classe Mississippi acquistate dagli Stati Uniti), e benché fossero ormai state ritirate dal servizio attivo furono entrambe affondate in attacchi aerei durante l'invasione tedesca del 1941. Nel Pacifico, la pre-dreadnought giapponese Asahi, una veterana della battaglia di Tsushima convertita in nave officina, fu silurata e affondata dal sommergibile statunitense USS Salmon nel maggio 1942.
Le ultime pre-dreadnought ancora esistenti furono smantellate negli anni immediatamente seguenti la seconda guerra mondiale. La statunitense USS Kearsarge, trasformata in nave officina nel 1920, fu demolita nel 1955 mentre la USS Oregon, impiegata come nave deposito munizioni a Guam fino al 1948, fu smantellata nel 1956. L'ultima pre-dreadnought ancora utilizzata, la tedesca Hessen, trasformata nave-bersaglio dalla Kriegsmarine e catturata alla fine della guerra dall'Unione Sovietica che continuò a impiegarla in tale scopo, fu venduta per la demolizione nei primi anni 1960.